# 周宣 (弘治進士)
周宣（1478年—？），字彥通，號秋斋，福建興化府莆田縣人，軍籍，明朝政治人物。

## 生平
弘治十四年（1501年）辛酉科福建鄉試第三十名舉人。弘治十八年（1505年）中式乙丑科會試第二百三十二名，三甲第一百一十一名進士。授常德府推官，正德五年（1510年）三月擢升浙江道試監察御史，巡按山西，率台臣二十四人疏諫武宗南巡，被罚跪端门外烈日中三日。十五年二月提调北直隶学校，嘉靖初参与大禮議，出为山西按察司副使，督学政，拔取杨博、王与龄等人，五年（1526年）官至廣東按察使，六年六月升广东左布政使，九月因陳洸案回籍听勘。著有《秋斋集》。

## 家族
曾祖周勃；祖父周輦，訓導；父周俅，訓導。母王氏。重庆下。弟周宗。